# Großer Preis von Frankreich 1980
Der Große Preis von Frankreich 1980 (offiziell LXVI Grand Prix de France) fand am 29. Juni auf dem Circuit Paul Ricard in Le Castellet statt und war das siebte Rennen der Automobil-Weltmeisterschaft 1980.

## Berichte

### Hintergrund
Zwischen dem Großen Preis von Monaco und dem WM-Lauf in Frankreich fand am 1. Juni zunächst regulär der Große Preis von Spanien statt. Aufgrund der immer professioneller werdenden Vermarktung der Formel 1 unter der Regie von Bernie Ecclestone herrschte Uneinigkeit zwischen der von ihm angeführten FOCA und dem Weltverband FISA hinsichtlich der Verteilung der Fernsehgelder sowie der künftigen Ausrichtung der Formel 1. Alan Jones gewann das Rennen, an dem die der FISA nahestehenden Teams Ferrari, Renault und Alfa Romeo nicht teilnahmen. Als Weltverband nach wie vor für die Vergabe der WM-Punkte zuständig, entzog die Organisation dem Rennen schließlich nachträglich den WM-Status.
Rechtzeitig vor dem rund einen Monat später folgenden Frankreich-GP konnte ein vorübergehender Kompromiss erzielt werden, um dieses Rennen wieder ordnungsgemäß ausrichten zu können.
Marc Surer kehrte nach mehrwöchiger verletzungsbedingter Pause ins ATS Racing Team zurück. Da man dort weiterhin nur einen Wagen einsetzen wollte, musste Jan Lammers das Team verlassen. Er wurde daraufhin neuer Stammfahrer bei Ensign Racing, wo er Tiff Needell, der nach Clay Regazzonis Unfall übergangsweise eingesprungen war, dauerhaft ablöste.
John Watson bestritt seinen 100. Grand Prix.
In der Fahrerwertung führte Nelson Piquet mit einem Punkt vor René Arnoux und mit drei Punkten vor Jones. In der Konstrukteurswertung führte Williams-Ford mit fünf Punkten vor Ligier-Ford und mit zwölf Punkten vor Brabham-Ford.

### Training
Für ihr Heimrennen qualifizierten sich die Franzosen Jacques Laffite, Arnoux und Didier Pironi für die ersten drei Startplätze. Hinter den beiden Williams-Teamkollegen Jones und Carlos Reutemann folgten mit Jean-Pierre Jabouille und Alain Prost zwei weitere Franzosen.
Die Startplätze 17 und 19 für Gilles Villeneuve und Jody Scheckter machten erneut deutlich, dass sich das amtierende Weltmeisterteam Ferrari in einer ernsthaften Krise befand.
Alle Fahrer absolvierten während des Trainings ihre schnellsten Runden mit Durchschnittsgeschwindigkeiten von mehr als 200 km/h.

### Rennen
Laffite führte das Rennen während der ersten Hälfte souverän an. Dahinter duellierten sich Arnoux und Pironi um den zweiten Platz. Ab der vierten Runde griff auch Jones in diesen Kampf ein und konnte ihn im achten Umlauf für sich entscheiden. Er verkürzte daraufhin nach und nach seinen Rückstand auf Laffite. Unterdessen fiel Arnoux hinter Pironi und Piquet zurück.
Als Laffite zu Beginn der zweiten Hälfte zunehmend Probleme mit seinen Reifen bekam, holte Jones rasch auf und übernahm schließlich in der 35. Runde die Führung, die er fortan nicht mehr abgab. In der 42. Runde verlor Laffite auch den zweiten Platz an Pironi. Er behielt schließlich den dritten Rang vor Piquet, Arnoux und Reutemann.

## Meldeliste
| Team                          | Nr. | Fahrer                | Chassis        | Motor                    | Reifen |
| ----------------------------- | --- | --------------------- | -------------- | ------------------------ | ------ |
| Scuderia Ferrari SpA SEFAC    | 01  | Jody Scheckter        | Ferrari 312T5  | Ferrari 015 3.0 F12      | M      |
| Scuderia Ferrari SpA SEFAC    | 02  | Gilles Villeneuve     | Ferrari 312T5  | Ferrari 015 3.0 F12      | M      |
| Candy Tyrrell Team            | 03  | Jean-Pierre Jarier    | Tyrrell 010    | Ford Cosworth DFV 3.0 V8 | G      |
| Candy Tyrrell Team            | 04  | Derek Daly            | Tyrrell 010    | Ford Cosworth DFV 3.0 V8 | G      |
| Parmalat Racing Team          | 05  | Nelson Piquet         | Brabham BT49   | Ford Cosworth DFV 3.0 V8 | G      |
| Parmalat Racing Team          | 06  | Ricardo Zunino        | Brabham BT49   | Ford Cosworth DFV 3.0 V8 | G      |
| Marlboro Team McLaren         | 07  | John Watson           | McLaren M29B   | Ford Cosworth DFV 3.0 V8 | G      |
| Marlboro Team McLaren         | 08  | Alain Prost           | McLaren M29B   | Ford Cosworth DFV 3.0 V8 | G      |
| Team ATS                      | 09  | Marc Surer            | ATS D4         | Ford Cosworth DFV 3.0 V8 | G      |
| Team Essex Lotus              | 11  | Mario Andretti        | Lotus 81       | Ford Cosworth DFV 3.0 V8 | G      |
| Team Essex Lotus              | 12  | Elio de Angelis       | Lotus 81       | Ford Cosworth DFV 3.0 V8 | G      |
| Unipart Racing Team           | 14  | Jan Lammers           | Ensign N180    | Ford Cosworth DFV 3.0 V8 | G      |
| Équipe Renault Elf            | 15  | Jean-Pierre Jabouille | Renault RE20   | Renault EF1 1.5 V6t      | M      |
| Équipe Renault Elf            | 16  | René Arnoux           | Renault RE20   | Renault EF1 1.5 V6t      | M      |
| Theodore Shadow               | 17  | Geoff Lees            | Shadow DN12    | Ford Cosworth DFV 3.0 V8 | G      |
| Theodore Shadow               | 18  | Dave Kennedy          | Shadow DN12    | Ford Cosworth DFV 3.0 V8 | G      |
| Skol Fittipaldi Team          | 20  | Emerson Fittipaldi    | Fittipaldi F7  | Ford Cosworth DFV 3.0 V8 | G      |
| Skol Fittipaldi Team          | 21  | Keke Rosberg          | Fittipaldi F7  | Ford Cosworth DFV 3.0 V8 | G      |
| Marlboro Team Alfa Romeo      | 22  | Patrick Depailler     | Alfa Romeo 179 | Alfa Romeo 1260 3.0 V12  | G      |
| Marlboro Team Alfa Romeo      | 23  | Bruno Giacomelli      | Alfa Romeo 179 | Alfa Romeo 1260 3.0 V12  | G      |
| Équipe Ligier Gitanes         | 25  | Didier Pironi         | Ligier JS11/15 | Ford Cosworth DFV 3.0 V8 | G      |
| Équipe Ligier Gitanes         | 26  | Jacques Laffite       | Ligier JS11/15 | Ford Cosworth DFV 3.0 V8 | G      |
| Albilad-Williams Racing Team  | 27  | Alan Jones            | Williams FW07B | Ford Cosworth DFV 3.0 V8 | G      |
| Albilad-Williams Racing Team  | 28  | Carlos Reutemann      | Williams FW07B | Ford Cosworth DFV 3.0 V8 | G      |
| Warsteiner Arrows Racing Team | 29  | Riccardo Patrese      | Arrows A3      | Ford Cosworth DFV 3.0 V8 | G      |
| Warsteiner Arrows Racing Team | 30  | Jochen Mass           | Arrows A3      | Ford Cosworth DFV 3.0 V8 | G      |
| Osella Squadra Corse          | 31  | Eddie Cheever         | Osella FA1     | Ford Cosworth DFV 3.0 V8 | G      |

## Klassifikationen

### Qualifying
| Pos. | Fahrer                | Konstrukteur    | Qualifikationstraining 1 | Qualifikationstraining 1 | Qualifikationstraining 2 | Qualifikationstraining 2 | Start |
| Pos. | Fahrer                | Konstrukteur    | Zeit                     | Ø-Geschwindigkeit        | Zeit                     | Ø-Geschwindigkeit        | Start |
| ---- | --------------------- | --------------- | ------------------------ | ------------------------ | ------------------------ | ------------------------ | ----- |
| 01   | Jacques Laffite       | Ligier-Ford     | 1:38,88                  | 211,529 km/h             | 1:39,60                  | 210,000 km/h             | 01    |
| 02   | René Arnoux           | Renault         | 1:39,49                  | 210,232 km/h             | 1:39,86                  | 209,453 km/h             | 02    |
| 03   | Didier Pironi         | Ligier-Ford     | 1:39,55                  | 210,105 km/h             | 1:39,49                  | 210,232 km/h             | 03    |
| 04   | Alan Jones            | Williams-Ford   | 1:39,70                  | 209,789 km/h             | 1:39,50                  | 210,211 km/h             | 04    |
| 05   | Carlos Reutemann      | Williams-Ford   | 1:39,60                  | 210,000 km/h             | 1:39,86                  | 209,453 km/h             | 05    |
| 06   | Jean-Pierre Jabouille | Renault         | 1:40,63                  | 207,851 km/h             | 1:40,18                  | 208,784 km/h             | 06    |
| 07   | Alain Prost           | McLaren-Ford    | 1:40,73                  | 207,644 km/h             | 1:40,63                  | 207,851 km/h             | 07    |
| 08   | Nelson Piquet         | Brabham-Ford    | 1:40,67                  | 207,768 km/h             | 1:41,51                  | 206,049 km/h             | 08    |
| 09   | Bruno Giacomelli      | Alfa Romeo      | 1:40,90                  | 207,294 km/h             | 1:40,85                  | 207,397 km/h             | 09    |
| 10   | Patrick Depailler     | Alfa Romeo      | 1:41,51                  | 206,049 km/h             | 1:40,89                  | 207,315 km/h             | 10    |
| 11   | Marc Surer            | ATS-Ford        | 1:43,55                  | 201,989 km/h             | 1:41,03                  | 207,028 km/h             | 11    |
| 12   | Mario Andretti        | Lotus-Ford      | 1:42,50                  | 204,059 km/h             | 1:41,56                  | 205,947 km/h             | 12    |
| 13   | John Watson           | McLaren-Ford    | 1:41,63                  | 205,805 km/h             | 1:41,81                  | 205,442 km/h             | 13    |
| 14   | Elio de Angelis       | Lotus-Ford      | 1:41,66                  | 205,745 km/h             | 1:42,43                  | 204,198 km/h             | 14    |
| 15   | Jochen Mass           | Arrows-Ford     | 1:43,07                  | 202,930 km/h             | 1:41,71                  | 205,643 km/h             | 15    |
| 16   | Jean-Pierre Jarier    | Tyrrell-Ford    | 1:41,78                  | 205,502 km/h             | 1:42,10                  | 204,858 km/h             | 16    |
| 17   | Gilles Villeneuve     | Ferrari         | 1:42,21                  | 204,638 km/h             | 1:41,99                  | 205,079 km/h             | 17    |
| 18   | Riccardo Patrese      | Arrows-Ford     | 1:42,28                  | 204,497 km/h             | 1:42,07                  | 204,918 km/h             | 18    |
| 19   | Jody Scheckter        | Ferrari         | 1:42,38                  | 204,298 km/h             | 1:42,48                  | 204,098 km/h             | 19    |
| 20   | Derek Daly            | Tyrrell-Ford    | 1:42,77                  | 203,522 km/h             | 1:43,23                  | 202,616 km/h             | 20    |
| 21   | Eddie Cheever         | Osella-Ford     | 1:43,60                  | 201,892 km/h             | 1:42,85                  | 203,364 km/h             | 21    |
| 22   | Ricardo Zunino        | Brabham-Ford    | 1:43,33                  | 202,419 km/h             | 1:43,14                  | 202,792 km/h             | 22    |
| 23   | Keke Rosberg          | Fittipaldi-Ford | 1:43,32                  | 202,439 km/h             | 1:43,16                  | 202,753 km/h             | 23    |
| 24   | Emerson Fittipaldi    | Fittipaldi-Ford | 1:43,74                  | 201,619 km/h             | 1:43,21                  | 202,655 km/h             | 24    |
| DNQ  | Geoff Lees            | Shadow-Ford     | 1:48,85                  | 192,154 km/h             | 1:44,28                  | 200,575 km/h             | –     |
| DNQ  | Jan Lammers           | Ensign-Ford     | 1:44,74                  | 199,694 km/h             | 1:44,33                  | 200,479 km/h             | –     |
| DNQ  | Dave Kennedy          | Shadow-Ford     | 1:45,91                  | 197,488 km/h             | 1:44,56                  | 200,038 km/h             | –     |

### Rennen
| Pos. | Fahrer                | Konstrukteur    | Runden | Stopps | Zeit       | Start | Schnellste Runde |
| ---- | --------------------- | --------------- | ------ | ------ | ---------- | ----- | ---------------- |
| 01   | Alan Jones            | Williams-Ford   | 54     | 0      | 1:32:43,42 | 04    | 1:41,45 (48.)    |
| 02   | Didier Pironi         | Ligier-Ford     | 54     | 0      | + 4,52     | 03    | 1:41,51          |
| 03   | Jacques Laffite       | Ligier-Ford     | 54     | 0      | + 30,26    | 01    | 1:42,34          |
| 04   | Nelson Piquet         | Brabham-Ford    | 54     | 0      | + 1:14,88  | 08    | 1:42,86          |
| 05   | René Arnoux           | Renault         | 54     | 0      | + 1:16,15  | 02    | 1:42,41          |
| 06   | Carlos Reutemann      | Williams-Ford   | 54     | 0      | + 1:16,74  | 05    | 1:42,41          |
| 07   | John Watson           | McLaren-Ford    | 53     | 0      | + 1 Runde  | 13    | 1:44,22          |
| 08   | Gilles Villeneuve     | Ferrari         | 53     | 1      | + 1 Runde  | 17    | 1:43,65          |
| 09   | Riccardo Patrese      | Arrows-Ford     | 53     | 0      | + 1 Runde  | 18    | 1:44,35          |
| 10   | Jochen Mass           | Arrows-Ford     | 53     | 0      | + 1 Runde  | 15    | 1:44,27          |
| 11   | Derek Daly            | Tyrrell-Ford    | 52     | 0      | + 2 Runden | 20    | 1:45,82          |
| 12   | Jody Scheckter        | Ferrari         | 52     | 2      | + 2 Runden | 19    | 1:43,81          |
| 13   | Emerson Fittipaldi    | Fittipaldi-Ford | 50     | 0      | DNF        | 24    | 1:44,51          |
| 14   | Jean-Pierre Jarier    | Tyrrell-Ford    | 50     | 1      | + 4 Runden | 16    | 1:45,54          |
| –    | Eddie Cheever         | Osella-Ford     | 43     | 0      | DNF        | 21    | 1:45,24          |
| –    | Marc Surer            | ATS-Ford        | 26     | 0      | DNF        | 11    | 1:45,00          |
| –    | Patrick Depailler     | Alfa Romeo      | 25     | 2      | DNF        | 10    | 1:44,74          |
| –    | Mario Andretti        | Lotus-Ford      | 18     | 1      | DNF        | 12    | 1:45,67          |
| –    | Keke Rosberg          | Fittipaldi-Ford | 8      | 0      | DNF        | 23    | 1:46,22          |
| –    | Bruno Giacomelli      | Alfa Romeo      | 8      | 1      | DNF        | 09    | 1:45,48          |
| –    | Alain Prost           | McLaren-Ford    | 6      | 1      | DNF        | 07    | 1:44,87          |
| –    | Elio de Angelis       | Lotus-Ford      | 3      | 1      | DNF        | 14    | 1:50,65          |
| –    | Jean-Pierre Jabouille | Renault         | 0      | 0      | DNF        | 06    | –                |
| –    | Ricardo Zunino        | Brabham-Ford    | 0      | 0      | DNF        | 22    | –                |

## WM-Stände nach dem Rennen
Die ersten sechs des Rennens bekamen 9, 6, 4, 3, 2 bzw. 1 Punkt(e). Es zählten nur die besten fünf Ergebnisse aus den ersten sieben Rennen und die besten fünf Ergebnisse aus den letzten sieben Rennen. In der Konstrukteurswertung wurden alle Resultate gewertet.

### Fahrerwertung
| Pos. | Fahrer             | Konstrukteur    | Punkte |
| ---- | ------------------ | --------------- | ------ |
| 01   | Alan Jones         | Williams-Ford   | 28     |
| 02   | Nelson Piquet      | Brabham-Ford    | 25     |
| 03   | René Arnoux        | Renault         | 23     |
| 04   | Didier Pironi      | Ligier-Ford     | 23     |
| 05   | Carlos Reutemann   | Williams-Ford   | 16     |
| 06   | Jacques Laffite    | Ligier-Ford     | 16     |
| 07   | Riccardo Patrese   | Arrows-Ford     | 7      |
| 08   | Elio de Angelis    | Lotus-Ford      | 6      |
| 09   | Emerson Fittipaldi | Fittipaldi-Ford | 5      |
| 10   | Keke Rosberg       | Fittipaldi-Ford | 4      |
| 11   | Jochen Mass        | Arrows-Ford     | 4      |
| 12   | Derek Daly         | Tyrrell-Ford    | 3      |
| 13   | John Watson        | McLaren-Ford    | 3      |
| 14   | Alain Prost        | McLaren-Ford    | 3      |

| Pos. | Fahrer                | Konstrukteur | Punkte |
| ---- | --------------------- | ------------ | ------ |
| 15   | Gilles Villeneuve     | Ferrari      | 3      |
| 16   | Bruno Giacomelli      | Alfa Romeo   | 2      |
| 17   | Jody Scheckter        | Ferrari      | 2      |
| 18   | Jean-Pierre Jarier    | Tyrrell-Ford | 2      |
| 19   | Ricardo Zunino        | Brabham-Ford | 0      |
| 20   | Mario Andretti        | Lotus-Ford   | 0      |
| 21   | Marc Surer            | ATS-Ford     | 0      |
| 22   | Clay Regazzoni        | Ensign-Ford  | 0      |
| 23   | Jean-Pierre Jabouille | Renault      | 0      |
| 24   | Jan Lammers           | ATS-Ford     | 0      |
| 25   | Geoff Lees            | Shadow-Ford  | 0      |
| –    | Patrick Depailler     | Alfa Romeo   | 0      |
| –    | Eddie Cheever         | Osella-Ford  | 0      |
| –    | Tiff Needell          | Ensign-Ford  | 0      |

### Konstrukteurswertung
| Pos. | Konstrukteur    | Punkte |
| ---- | --------------- | ------ |
| 01   | Williams-Ford   | 44     |
| 02   | Ligier-Ford     | 39     |
| 03   | Brabham-Ford    | 25     |
| 04   | Renault         | 23     |
| 05   | Arrows-Ford     | 11     |
| 06   | Fittipaldi-Ford | 9      |
| 07   | Lotus-Ford      | 6      |
| 08   | McLaren-Ford    | 6      |

| Pos. | Konstrukteur | Punkte |
| ---- | ------------ | ------ |
| 09   | Tyrrell-Ford | 5      |
| 10   | Ferrari      | 5      |
| 11   | Alfa Romeo   | 2      |
| 12   | ATS-Ford     | 0      |
| 13   | Ensign-Ford  | 0      |
| 13   | Shadow-Ford  | 0      |
| –    | Osella-Ford  | 0      |